# Gasthaus Grüner Kranz (Ebenhausen)

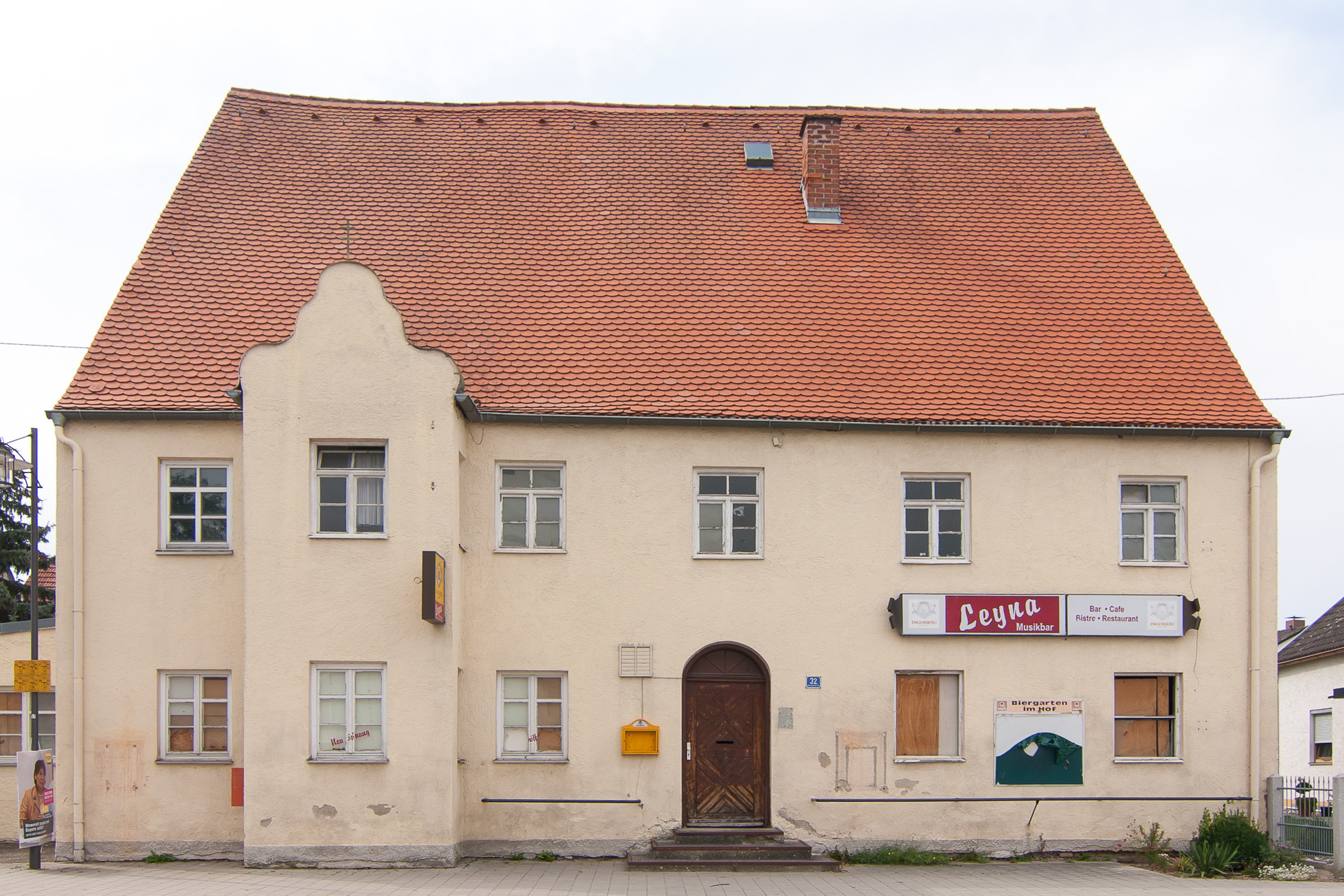
Gasthaus Grüner Kranz in Ebenhausen (2013)

Das Gasthaus Grüner Kranz in Ebenhausen, einem Gemeindeteil von Baar-Ebenhausen im oberbayerischen Landkreis Pfaffenhofen an der Ilm, wurde im 17./18. Jahrhundert errichtet. Das Gasthaus an der Münchner Straße 32 gehört zu den geschützten Baudenkmälern in Bayern.
Der zweigeschossige, traufseitige Satteldachbau mit zweigeschossigem Bodenerker mit Schweifgiebel besitzt sechs zu vier Fensterachsen.